# Unione Territoriale Intercomunale del Tagliamento
L'Unione Territoriale Intercomunale del Tagliamento è stato un ente amministrativo e territoriale istituito nel 2016, contestualmente alla cessazione delle province della regione Friuli-Venezia Giulia. È stata soppressa nel 2020 ai sensi della legge regionale 21/2019.  Prende il nome dalla zona intorno al medio corso del fiume Tagliamento, confinando a nord con l'UTI delle Valli e delle Dolomiti Friulane, a ovest con l'UTI del Noncello, a sud con l'UTI Sile e Meduna, a est con l'UTI Medio Friuli.
| Stemma | Comune                        | Popolazione | Superficie | Altitudine |
| ------ | ----------------------------- | ----------- | ---------- | ---------- |
|        | Casarsa della Delizia         | 8 315       | 20,47      | 44         |
|        | Cordovado                     | 2 724       | 12,02      | 15         |
|        | Morsano al Tagliamento        | 2 718       | 32,54      | 14         |
|        | San Giorgio della Richinvelda | 4 501       | 48,15      | 86         |
|        | San Martino al Tagliamento    | 1 402       | 17,98      | 71         |
|        | San Vito al Tagliamento       | 15 179      | 60,88      | 30         |
|        | Sesto al Reghena              | 6 348       | 40,68      | 13         |
|        | Spilimbergo*                  | 11 978      | 71,88      | 132        |
|        | Valvasone Arzene              | 3 895       | 29,68      | 59         |

(*) I comuni contrassegnati non hanno mai sottoscritto lo statuto della relativa unione territoriale di appartenenza.